# Jean-Abraham Auvity
Pour les articles homonymes, voir Auvity.
Jean-Abraham Auvity, né à Troyes le 5 novembre 1754 et mort le 6 avril 1821 dans le 10e arrondissement de Paris, est un chirurgien français.

## Biographie
Jean-Abraham est le fils de François Auvity, maître tailleur d'habits, et de Elisabeth Michelin.
Il fait ses études à Troyes, chez les oratoriens.
Il se spécialise dans les maladies des nouveau-nés et est considéré comme le précurseur de la chirurgie pédiatrique en France. Il décrit le muguet buccal néonatal.
En 1782, il devient chirurgien de l'hôpital des Enfants-Trouvés. En 1809, il est nommé à la Maternité où il exerce sous l'autorité de Jean-Louis Baudelocque. Plus tard, il est nommé membre de l'Académie royale de chirurgie et chirurgien du roi de Rome.

## Récompenses et distinctions
- Second prix (médaille d'or de 400 livres) pour son mémoire, décerné par la Société royale de médecine, 28 août 1787
- Chevalier de la Légion d'honneur le 29 décembre 1811.